# Babismo
El babismo (en persa: آئین بابی‎, romanizado: âin-e bâbi) es una religión fundada en Persia, entre los años 1844 a 1852. El babismo perduró posteriormente en el exilio, en el Imperio otomano, (de un modo testimonial en Famagusta, en Chipre del Norte), y también en la clandestinidad en Persia. Su fundador fue Seyed Alí Mohammad, un comerciante iraní de Shiraz, que tomó el título de Bâb (que significa ‘La Puerta’, término teológico chií que hace referencia a la persona capaz de estar en contacto con el Imán oculto, el Mahdi).
Esto implicaba que Seyed Alí Mohammad era una vía por la cual podían fluir las revelaciones divinas. Su nombre lo puso en una posición controvertida y de hecho peligrosa, como lo demuestra su ejecución en 9 de julio de 1850.
La corriente religiosa iniciada por el Bâb tiene en la persona de Bahá'u'lláh como su prometido profetizado como "Aquel a Quien Dios Se Manifestará", que fundó el Bahaísmo en 1863. Bahá'u'lláh fue exiliado en Acre, Israel. 
Su hermano menor Sub-i-Azal, pretendía asimismo ser el sucesor del Báb, y fue desterrado en Famagusta, en Chipre del Norte, sus seguidores fueron llamados posteriormente Azalis.

## Antecedentes
Los imamíes o duodecimanos, corriente mayoritaria del chiismo, consideran que al profeta Mahoma le sucedieron una serie de imanes que culminaron en el duodécimo de ellos, Muhammad ibn Hasan (al-Mahdi), que ellos creen se encuentra oculto desde el año 874 d. C. a la espera de manifestarse al final de los tiempos. Según la doctrina duodecimana, hasta el año 940 el Mahdi se comunicó con algunos de sus seguidores más fieles, conocidos como bâb (en árabe "puerta"). El título Báb hace referencia a esa comunicación con el Imán oculto. 
En la Persia de mediados del siglo XIX, el dirigente de la corriente chií shaijí, Seyed Kazem de Rasht alentó a sus seguidores, antes de morir, a abandonar sus hogares en busca del Imán Oculto o Señor del Tiempo, cuyo advenimiento dijo que estaba próximo.

## Origen
El 23 de mayo de 1844, un prominente discípulo de Seyed Kazem llamado Mulá Hosein (de Boshruyé, en Jorasán) llegó a Shiraz buscando al "Qa'im" y conoció al joven Seyed Alí Mohammad, de 24 años, quien lo invitó a su casa y le dio su hospitalidad. El mulá Hosein se sintió fascinado por la religiosidad del joven, que en la primera noche en que se habían conocido le dijo ser el sucesor de Seyed Kazem y portador del conocimiento divino. Respondió satisfactoriamente a las preguntas que le hizo el mulá shaijí y compuso con extrema facilidad un comentario a la azora coránica de Yusuf. Esa misma noche, el mulá Hosein reconoció a Seyed Alí Mohammad como "Bâb".
El joven ordenó al mulá Hosein que saliera a enseñar a otros acerca de su persona pero, como muestra de humildad, lo conminó a esperar a que otros 17 hombres reconocieran independientemente su posición de Báb. En cinco meses, 17 amigos del Seyed lo reconocieron como el Qa'im. Estos 18 primeros seguidores del Bâb fueron designados «Letras del Viviente», y fueron los responsables de difundir el movimiento.
Poco después de revelarse, Seyed Alí Mohammad asumió el título de Bâb. En pocos años el movimiento se difundió por todo Irán, causando conmoción. Al principio, parte del público de la época entendió su nombre como una referencia a la ‘puerta escondida del imán oculto’ de Mahoma, pero pronto el Báb negó públicamente esta idea. Más adelante, —en presencia del príncipe heredero Nasereddín— el Seyed se proclamó el Qa'im.
Fue prisionero repetidas veces y, finalmente, fusilado en Tabriz, en 1850, por orden del gran visir Amir Kabir. En la ola de represión del movimiento que siguió a continuación, fueron asesinados más de 28 000 babíes.